# Тарсис
Тарсис (лат. Tharsis) — регіон на Марсі, величезне вулканічне нагір'я в ділянці на захід від Долини Марінера в районі екватора, західна півкуля.
У регіоні виділяють плато Тарсис, а також западину Тарсис, яка частково оточує купол. Різниця висот без урахування вулканів становить 10 км. Площа плато — 30 млн км². Імовірно, Тарсис утворився у результаті підняття магми.
На Тарсисі розташовані найбільші в Сонячній системі вулкани (згаслі) — гора Олімп, гора Аскрійська, гора Павича, гора Арсія, які разом відомі як «гори Тарсиса». Тут також знаходиться унікальний щитовий вулкан Альба. Судячи з усього, він вивергав дуже рідку лаву, яка широко розтікалась і формувала не гору, а «щитову» височину зі слабкими ухилами.

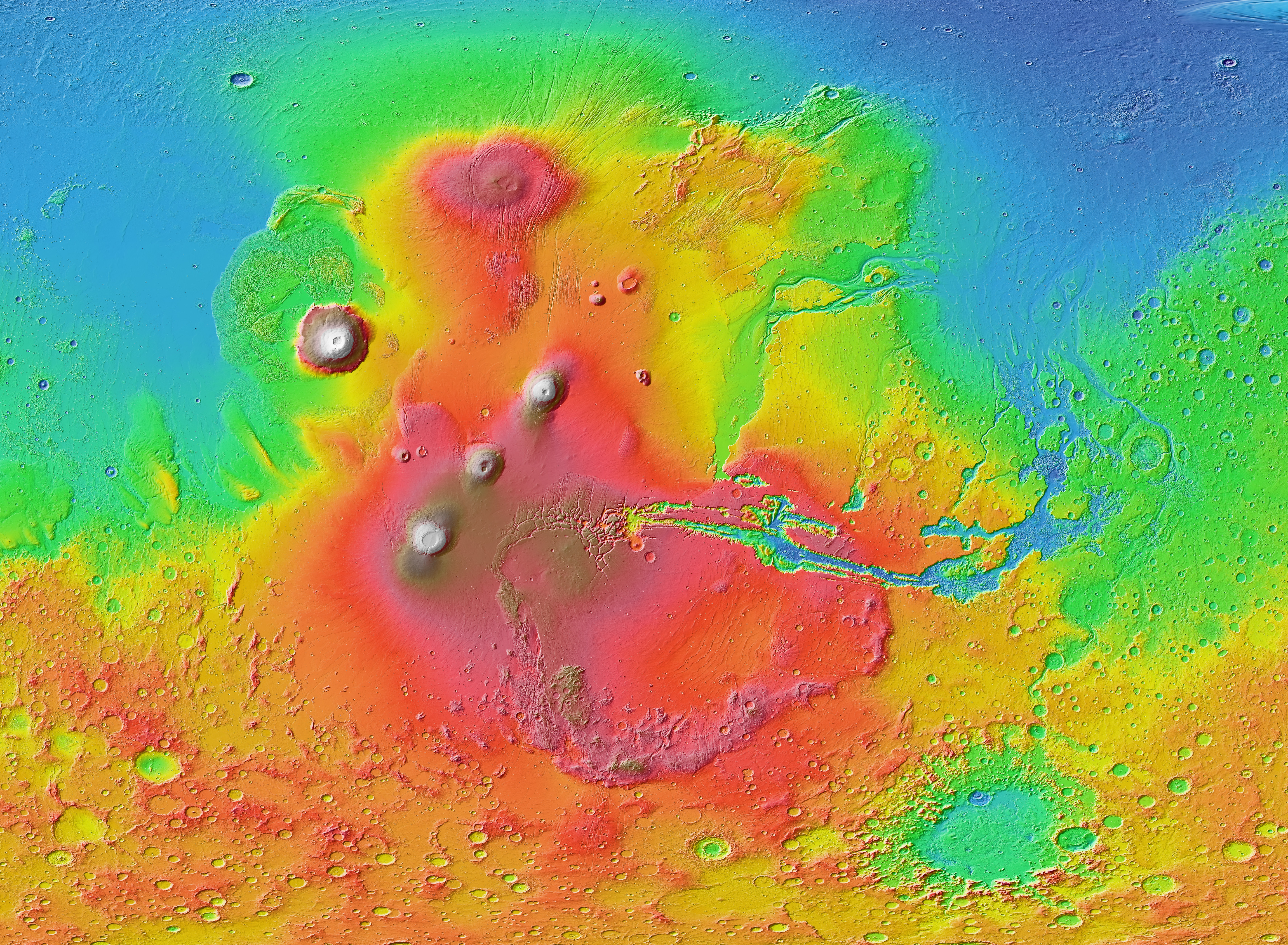
Кольорова топографічна мапа MOLA західної півкулі Марса, що зображує опуклість Тарсис (червоні та коричневі кольори). Вершини високих вулканів позначені білим кольором.

Плато Тарсис, завдяки своїм величезним розмірам, має помітний вплив на планетологію всього Марса. На протилежному боці планети розташований менший купол Аравія, який міг сформуватися в результаті гравітаційного впливу Тарсису (подібно до того, як вплив Місяця призводить до припливів на протилежному боці Землі). У результаті виходу магми в районі Тарсису в атмосферу мала надходити велика кількість вуглекислого газу й водяної пари. За однією з оцінок[джерело?], такої кількості мало вистачити на формування атмосфери з тиском 1,5 бара і глобального шару води товщиною 150 метрів. Це говорить на користь гіпотези «вологого й теплого Марса» в ранній період його історії.
На Тарсисі виявлено кілька незвичайних глибоких «колодязів». Один з них має глибину не менше 178 метрів (судячи з освітленої стінки; дна не видно). Такі «колодязі» могли утворитися через те, що гаряча лава випалювала порожнечі під поверхнею. Різкі краї утворень кажуть про їх геологічну молодість.